# Orgeln in der Konstantinbasilika

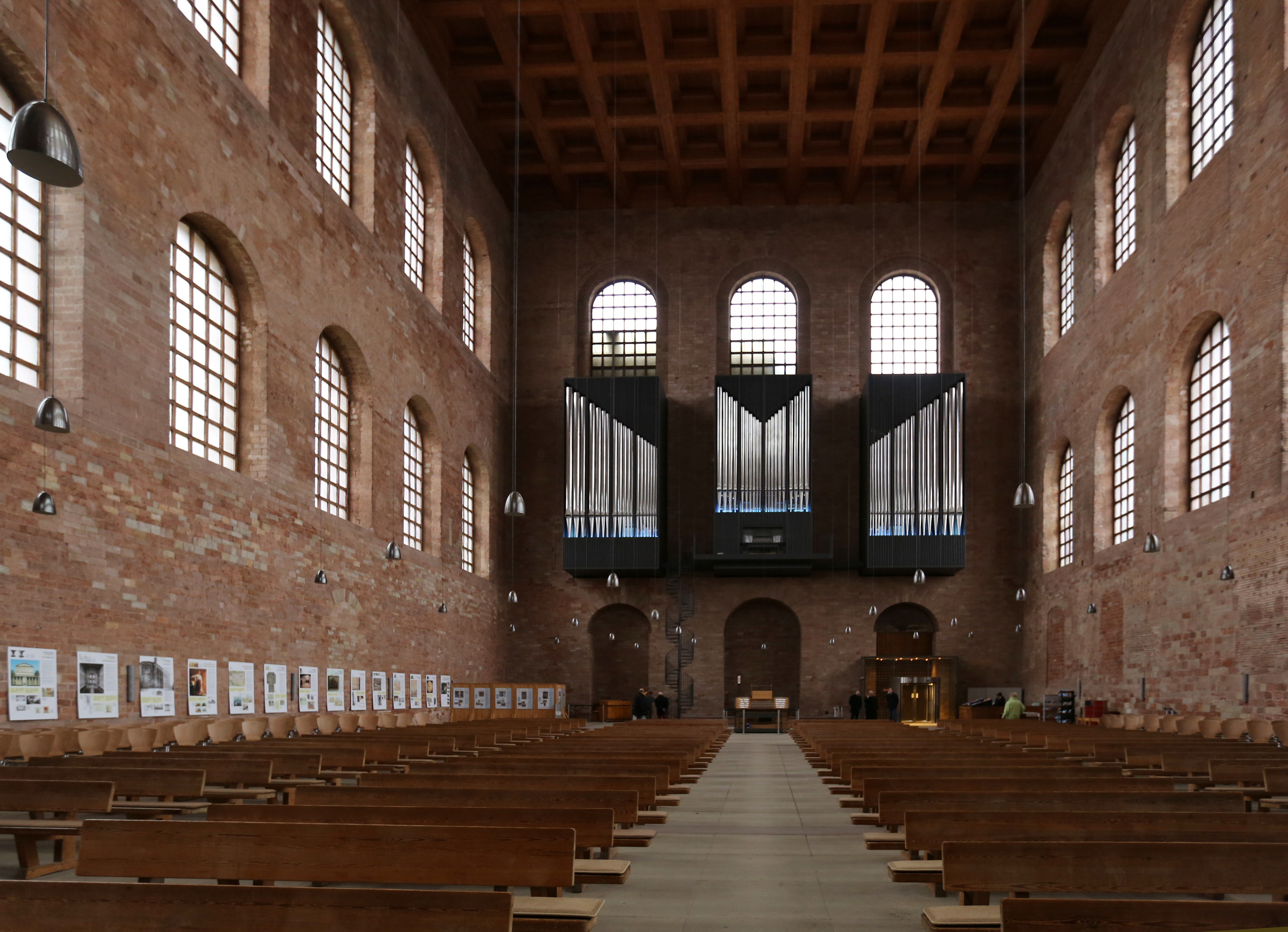
Hauptorgel von 2014

Die Konstantinbasilika in Trier verfügt heute über zwei Orgeln: eine Chororgel mit 30 Registern auf zwei Manualen und Pedal, sowie seit 2014 eine neue Hauptorgel der Orgelbaufirma Eule an der Rückwand.

## Ibach-Orgel
Im Rahmen des ersten Wiederaufbaus der Basilika erhielt diese auch eine Orgel. Das Instrument war im Jahr 1856 von den Gebrüdern Ibach („Uebach“) aus Barmen erbaut worden und hatte 40 Register, verteilt auf drei Manualen und Pedal. In den beiden Pedaltürmen standen sichtbar die Pfeifen des Pedalregisters Prinzipalbaß 32′. Das Orgelgehäuse war ca. 15 m hoch, 10 m breit und 5 m tief. 1913 wurde das Instrument durch die Orgelbaufirma Friedrich Weigle (Echterdingen) umgebaut und auf 50 Register (auf Membranenladen) erweitert. Die Trakturen waren pneumatisch. Dieses Instrument wurde am 14. August 1944 durch einen Bombenangriff zerstört.

## Schuke-Orgel

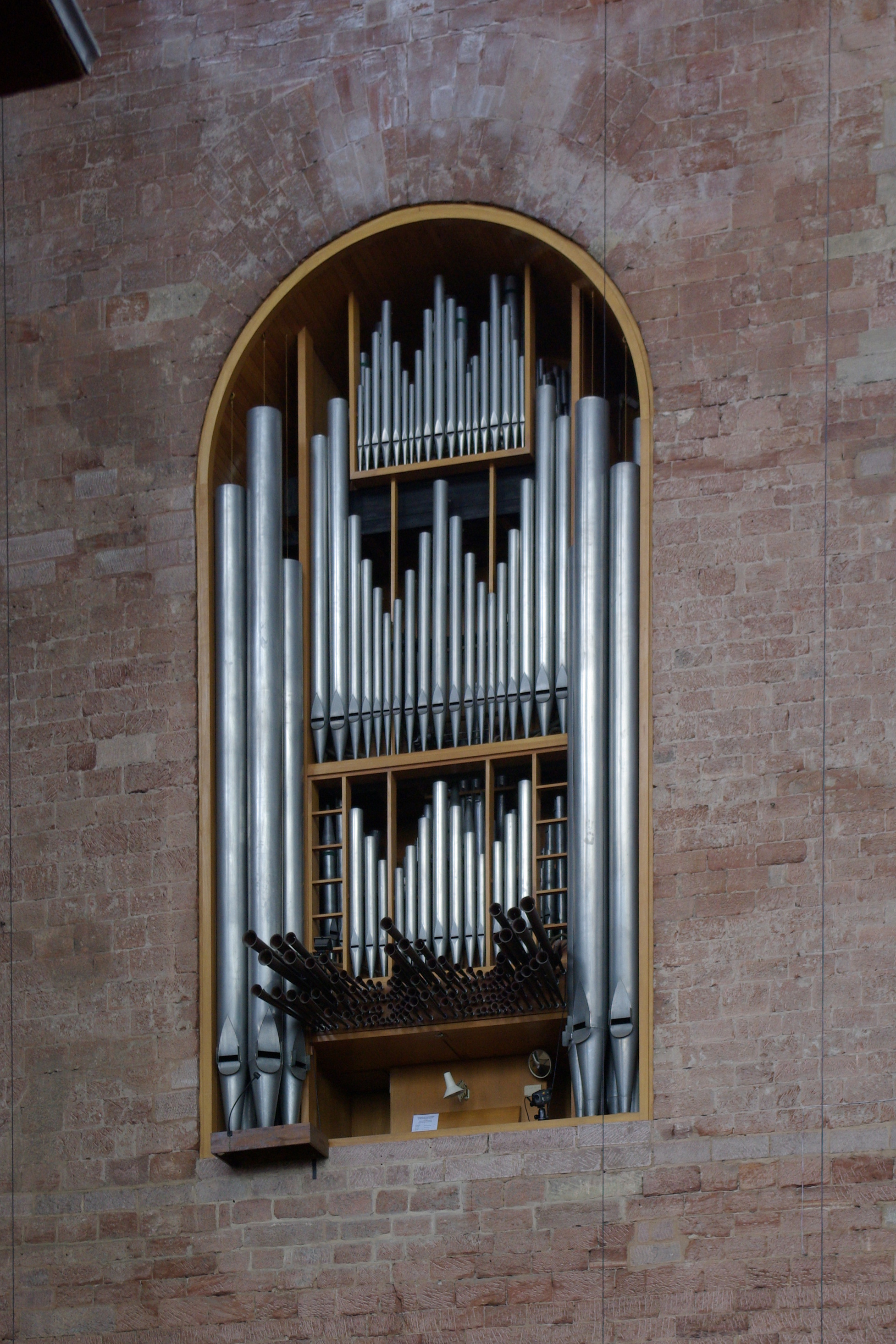
Schuke-Orgel von 1962

Nach dem Wiederaufbau der Basilika errichtete die Orgelbaufirma Karl Schuke (Berlin) im Jahre 1962 eine Chororgel. Das Instrument befindet sich in einer (Fenster)Nische an der Ostwand der Basilika, annähernd auf Höhe des Altares und rechts von diesem. Der Prospekt füllt die gesamte Fensteröffnung aus; im Mittelteil sind übereinander das Hauptwerk und das Oberwerk angeordnet, links und rechts davon befindet sich das Pedalwerk. Am Fuß des Mittelteils befindet sich die Spielanlage; oberhalb der Spielanlage befinden sich die Pfeifen der Spanischen Trompeten, die in den Kirchenraum ragen.  Das Schleifladen-Instrument hat 30 Register auf zwei Manualen und Pedal und ist neobarock disponiert. Die Spieltrakturen sind mechanisch, die Registertrakturen sind elektrisch.
| I Hauptwerk C–g3 |                |       |
| 1.               | Prinzipal      | 8′    |
| 2.               | Rohrflöte      | 8′    |
| 3.               | Oktave         | 4′    |
| 4.               | Gemshorn       | 4′    |
| 5.               | Nasat          | 2 ⁄3′ |
| 6.               | Oktave         | 2′    |
| 7.               | Mixtur VI–VII  |       |
| 8.               | Scharff IV–VI  |       |
| 9.               | Trompete       | 16′   |
| 10.              | Span. Trompete | 8′    |
| 11.              | Span. Trompete | 4′    |

| II Oberwerk C–g3 |                |       |
| 12.              | Gedackt        | 8′    |
| 13.              | Praestant      | 4′    |
| 14.              | Gedacktflöte   | 4′    |
| 15.              | Feldpfeife     | 2′    |
| 16.              | Sesquialter II | 2 ⁄3′ |
| 17.              | Quinte         | 1 ⁄3′ |
| 18.              | Mixtur V–VII   |       |
| 19.              | Cymbel IV      |       |
| 20.              | Fagott         | 16′   |
| 21.              | Oboe           | 8′    |
|                  | Tremulant      |       |

| Pedal C–f1 |                |     |
| 22.        | Prinzipal      | 16′ |
| 23.        | Oktave         | 8′  |
| 24.        | Hohlflöte      | 4′  |
| 25.        | Nachthorn      | 2′  |
| 26.        | Baßaliquot III |     |
| 27.        | Hintersatz V   |     |
| 28.        | Posaune        | 16′ |
| 29.        | Trompete       | 8′  |
| 30.        | Clairon        | 4′  |

- Koppeln: II/I, I/P, II/P
- Spielhilfen: zwei freie Kombinationen, feste Kombinationen (pleno, tutti)

## Eule-Orgel

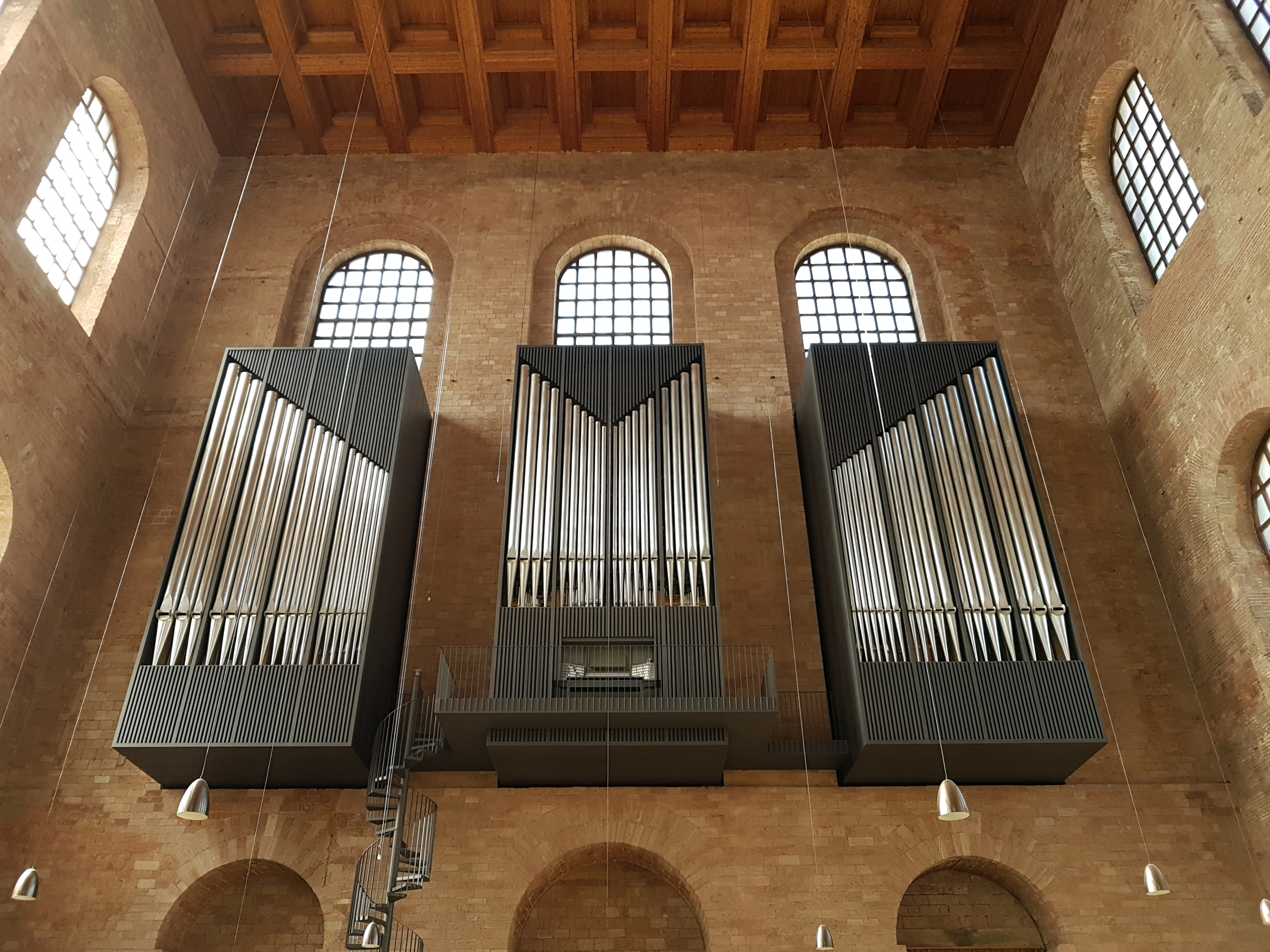
Die fertiggestellte Orgel (Aufnahme 2018)

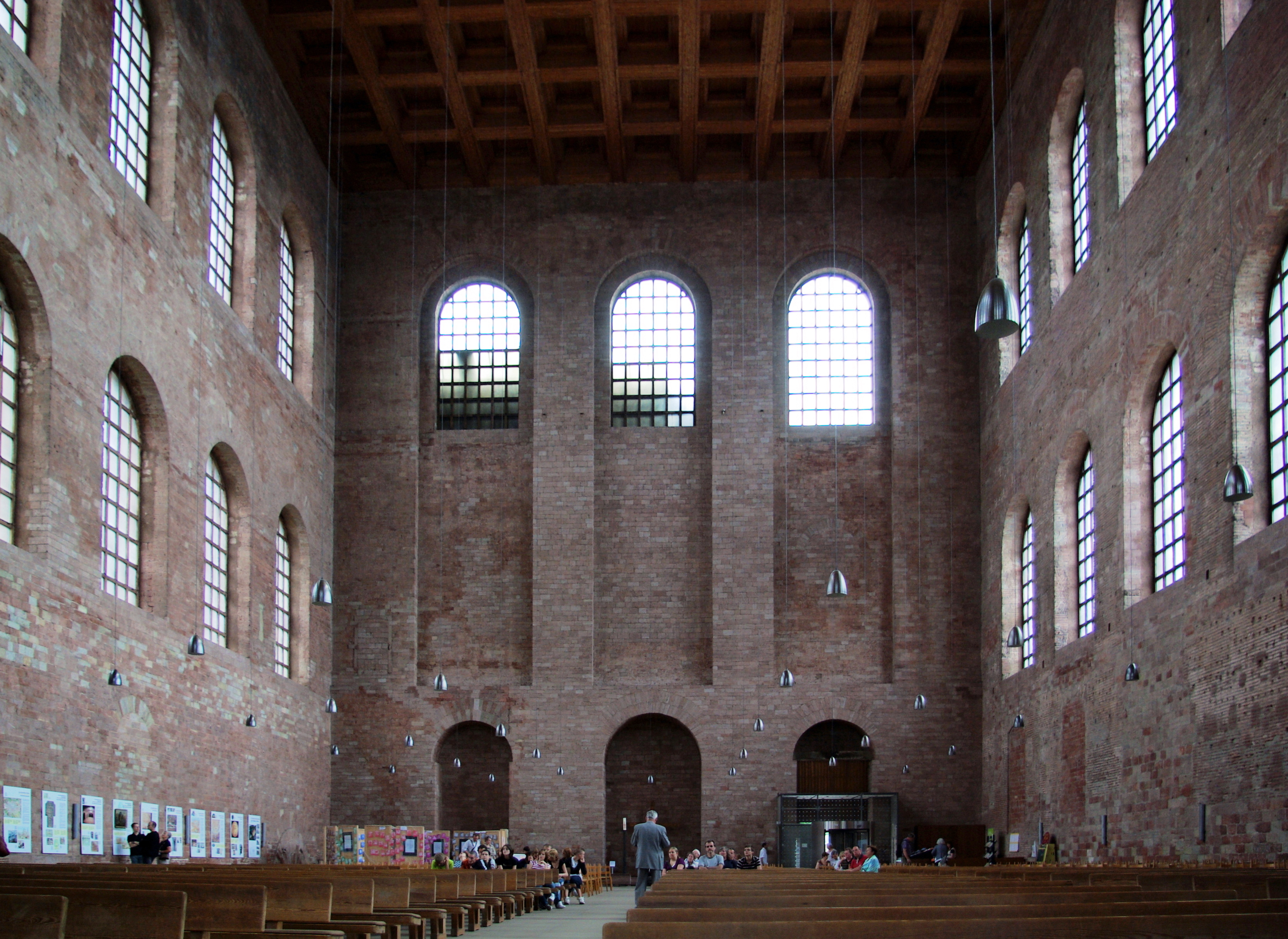
Innenansicht (Südseite) vor dem Einbau der neuen Orgel

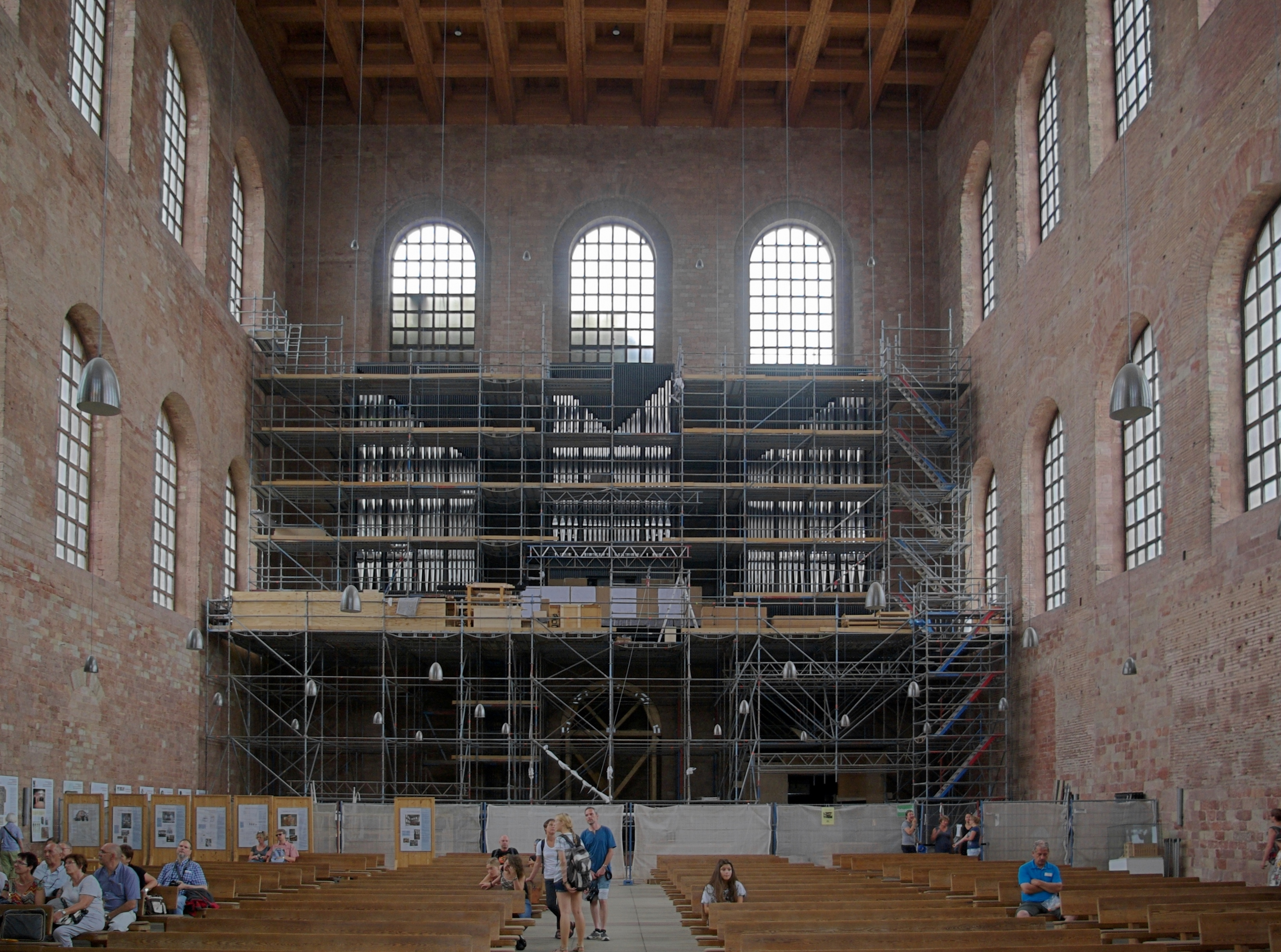
Während des Einbaus der neuen Orgel

Bereits in den 1950er Jahren begannen die Überlegungen zum Bau einer neuen Hauptorgel als Ersatz für die im Krieg zerstörte, romantische Uebach-/Weigle-Orgel. 2006 feiert  die Konstantin-Basilika ein Doppeljubiläum: 150 Jahre Evangelische Kirche zum Erlöser sowie 50 Jahre  Wiederaufbau nach dem Krieg. In diesem Rahmen kündigte das Land Rheinland-Pfalz als Patronatsherr im Rahmen einer Festveranstaltung den Bau einer neuen Hauptorgel an der Rückwand der Kirche an.
Es fanden zwei Auswahlverfahren statt: Zum einen das Verfahren zur Auswahl der Erbauerfirma, sowie ein Architekturwettbewerb, welcher die äußere Gestaltung der Orgel in Raum zum Gegenstand hatte. Involviert in diese Verfahren waren zahlreiche Gremien, sowohl von Seiten der Landesregierung Rheinland-Pfalz, als auch der Denkmalpflege, sowie (landes- und orts)kirchliche Gremien. Außerdem war die UNESCO in die Entscheidungsfindung einbezogen, da es um ein Bauvorhaben in einer Weltkulturerbestätte ging. Den Auftrag zum Bau des neuen Instruments erhielt die Orgelbaufirma Eule (Bautzen). Sie hat im Kirchenkreis Trier bereits die Orgel in der Evangelischen Kirche Saarburg erbaut. Die äußere Gestaltung wurde von dem Architekturbüro Auer & Weber (München/Stuttgart) entwickelt.
Die neue, 3,42 Millionen Euro teure Hauptorgel wurde im Jahre 2014 an der Rückwand der Basilika aufgebaut. Sie ist sinfonisch disponiert und soll die Darstellung jeglicher Orgelmusik ab dem 19. Jahrhundert ermöglichen. Das Instrument hat 82 Register (6.006 Pfeifen) zuzüglich 5 extendierte bzw. transmittierte Register im Pedal, verteilt auf vier Manualwerke und Pedal. Die Orgel ist damit die größte Orgel in Trier und eine der größten Orgeln in Rheinland-Pfalz.
Das etwa 50 Tonnen schwere Instrument ist auf drei Orgelkörper verteilt, die an der Rückwand aufgehängt sind. Sie befinden sich vor beziehungsweise in den Fensternischen, deren Breite sie in etwa aufnehmen, und ragen insgesamt nur wenig in den Kirchenraum hinein.
Das Hauptwerk (I. Manual) birgt verbindende Elemente der verschiedenen Ausprägungen der Orgelromantik, das Schwellwerk (II. Manual) deutsch-romantisch und das schwellbare Récit (III. Manual) französisch-romantisch.
Vom IV. Manual aus lassen sich zwei Werke anspielen: das ebenfalls schwellbare Orchestralwerk mit Klangfarben der englischen Romantik (u. a. einen voll ausgebauten Streicherchor) mit einem Winddruck von etwa 150 mm Ws, sowie das nicht schwellbare Solowerk mit Hochdruck-Registern (u. a. eine Tuba imperialis) und einem Winddruck von etwa 380 mm Ws. Beide Werke lassen sich unabhängig voneinander an alle übrigen Manualwerke und das Pedal ankoppeln.
Der Hauptspieltisch befindet sich dem mittleren Orgelkörper vorgelagert und lässt sich über eine schmale Wendeltreppe erreichen. Die Registertraktur ist elektrisch; die Spieltraktur ist mechanisch und wird teilweise durch Barkermaschinen unterstützt (Schwellwerk, Orchestral, Pedal). Die Hochdruckstimmen werden elektrisch angespielt. Außerdem wurde ein zweiter, mobiler Spieltisch gebaut.
Während die Orgel bei ihrer Einweihung klanglich als durchweg gelungen beurteilt wurde, wurden bezüglich ihrer optischen Gestaltung auch kritische Stimmen geäußert: Im Vergleich zur Computersimulation von 2012 wurde der Prospekt wesentlich verändert. Im Gegensatz zur ursprünglichen Idee, die Orgelpfeifen in drei hell gestrichenen Türmen unterzubringen, um damit die Fensterflächen nach unten hin zu verlängern, wurden die Pfeifen in schwarzen und – nach Aussage der Kritiker – bedrohlich wirkenden Quadern untergebracht, die als störende Fremdkörper zu nichts in der Kirche eine Beziehung aufbauen.
| I Hauptwerk C–c4 |                    |        |
| 01.              | Praestant          | 16′    |
| 02.              | Gedackt            | 16′    |
| 03.              | Principal major    | 08′    |
| 04.              | Principal minor    | 08′    |
| 05.              | Gambe              | 08′    |
| 06.              | Flûte harmonique 0 | 08′    |
| 07.              | Rohrflöte          | 08′    |
| 08.              | Erzähler           | 08′    |
| 09.              | Octave             | 04′    |
| 10.              | Gemshorn           | 04′    |
| 11.              | Quinte             | 02 ⁄3′ |
| 12.              | Octave             | 02′    |
| 13.              | Mixtur major V     | 02′    |
| 14.              | Mixtur minor III   | 01 ⁄3′ |
| 15.              | Cornet II–V        | 02 ⁄3′ |
| 16.              | Trombone           | 16′    |
| 17.              | Trompete           | 08′    |
| 18.              | Clairon            | 04′    |

| II Schwell-Positiv C–c4 |                            |     |
| 19.                     | Lieblich Gedeckt           | 16′ |
| 20.                     | Geigenprincipal            | 08′ |
| 21.                     | Konzertflöte               | 08′ |
| 22.                     | Zartgedackt                | 08′ |
| 23.                     | Quintatön                  | 08′ |
| 24.                     | Salicional                 | 08′ |
| 25.                     | Aeoline                    | 08′ |
| 26.                     | Vox coelestis              | 08′ |
| 27.                     | Geigenoctave               | 04′ |
| 28.                     | Fugara                     | 04′ |
| 29.                     | Flauto traverso            | 04′ |
| 30.                     | Waldflöte                  | 02′ |
| 31.                     | Progressio III–V           | 02′ |
| 32.                     | Harmonia aetherea III–IV 0 | 02′ |
| 33.                     | Aeoline                    | 16′ |
| 34.                     | Clarinette                 | 08′ |
| 35.                     | Oboe                       | 08′ |
| 36.                     | Celesta                    | 08′ |
|                         | Tremulant                  |     |

| III Récit expressif C–c4 |                        |         |
| 37.                      | Quintaton              | 16′     |
| 38.                      | Diapason               | 08′     |
| 39.                      | Flûte traversière      | 08′     |
| 40.                      | Cor de nuit            | 08′     |
| 41.                      | Viole de Gambe         | 08′     |
| 42.                      | Voix célêste           | 08′     |
| 43.                      | Octave                 | 04′     |
| 44.                      | Flûte octaviante       | 04′     |
| 45.                      | Nasard                 | 02 ⁄3′  |
| 46.                      | Octavin                | 02′     |
| 47.                      | Tierce                 | 01 3⁄5′ |
| 48.                      | Piccolo                | 01′     |
| 49.                      | Plein jeu V            | 02 ⁄3′  |
| 50.                      | Bombarde               | 16′     |
| 51.                      | Trompette harmonique 0 | 08′     |
| 52.                      | Basson-Hautbois        | 08′     |
| 53.                      | Voix humaine           | 08′     |
| 54.                      | Clairon harmonique     | 04′     |
|                          | Tremulant              |         |

| IV Orchestral C–c4 (schwellbar) |                         |         |
| 55.                             | Contra Gamba            | 16′     |
| 56.                             | Orchestral Viola        | 08′     |
| 57.                             | Viola célêste           | 08′     |
| 58.                             | Clarabella              | 08′     |
| 59.                             | Violine                 | 04′     |
| 60.                             | Harmonic flute          | 04′     |
| 61.                             | Flautino                | 02′     |
| 62.                             | Cornett d’ violes III 0 | 03 1⁄5′ |
| 63.                             | Cor anglais             | 16′     |
| 64.                             | Clarinet                | 08′     |
| 65.                             | French Horn             | 08′     |

| IV Solo C–c4 (nicht schwellbar) |                     |     |
| 66.                             | Principalis romanus | 08′ |
| 67.                             | Konstantin-Flöte    | 08′ |
| 68.                             | Tuba imperialis     | 08′ |
| 69.                             | Chimes              |     |

| Pedalwerk C–g1 |                              |         |
| 70.            | Majorprincipal (Ext. Nr.72)  | 32′     |
| 71.            | Untersatz (Ext. Nr. 74)      | 32′     |
| 72.            | Principalbass                | 16′     |
| 73.            | Violonbass                   | 16′     |
| 74.            | Subbass                      | 16′     |
| 75.            | Gedacktbass (= Nr. 37)       | 16′     |
| 76.            | Salicetbass(= Nr. 55)        | 16′     |
| 77.            | Open wood                    | 16′     |
| 78.            | Octavbass                    | 08′     |
| 79.            | Violoncello                  | 08′     |
| 80.            | Bassflöte                    | 08′     |
| 81.            | Octave                       | 04′     |
| 82.            | Großcornett IV               | 05 1⁄3′ |
| 83.            | Hintersatz IV                | 02 ⁄3′  |
| 84.            | Kontraposaune (Ext. Nr.85) 0 | 32′     |
| 85.            | Posaune                      | 16′     |
| 86.            | Trompetenbass                | 08′     |
| 87.            | Clarine                      | 04′     |

- Koppeln:
  - Normalkoppeln: II/I, III/I, IV/I, III/II, IV/II, IV/III; I/P, II/P, III/P, IV/P
  - Superoktavkoppeln: II/I, II/II, III/I, III/III, IV/I, IV/III, IV/IV, II/P, III/P, IV/P
  - Suboktavkoppeln: II/I, II/II, III/I, III/III, IV/I, IV/IV
  - Orchestral/Solo: jeweils frei an I, II, III, IV, P
- Spielhilfen: Registercrescendo (5-fach programmierbar); elektronische Setzeranlage; MIDI-Schnittstelle und Replay-System

## Van-Vulpen-Orgel
Im Caspar-Olevian-Saal, der an die Basilica angrenzt, befindet sich eine Orgel der niederländischen Orgelbauer Gebr. Van Vulpen aus Utrecht (Niederlande).
Sie wurde im Jahr 1971 erbaut. Das Instrument hat folgende Disposition:
| I Grand orgue C-g3 |                 |    |
| 1.                 | Rohrflöte       | 8′ |
| 2.                 | Principal       | 4′ |
| 3.                 | Gemshorn        | 4′ |
| 4.                 | Waldflöte       | 2′ |
| 5.                 | Mixtur III-IV   |    |
| 6.                 | Sesquialtera II |    |

| II Positif C-g3 |              |      |
| 7.              | Holzgedackt  | 8′   |
| 8.              | Gedacktflöte | 4′   |
| 9.              | Principal    | 2′   |
| 10.             | Nasard       | 1 ⁄3 |
| 11.             | Regal        | 8′   |
|                 | Tremulant    |      |

| Pédale C-f1 |            |     |
| 12.         | Subbaß     | 16′ |
| 13.         | Gedacktbaß | 8′  |
| 14.         | Pommer     | 4′  |

- Koppeln: II/I, I/P, II/P

### Klangbeispiele Schuke-Orgel
- Elisabeth Ullmann, Wien spielt Buxtehude Präludium in D
- Wolfgang Zerer spielt  die vierte Sonate, erster Satz von Felix Mendelssohn Bartholdy
- Wolfgang Zerer spielt  die vierte Sonate, zweiter und dritter Satz von Felix Mendelssohn Bartholdy

### Klangbeispiele Eule-Orgel
- Aufzeichnung des Deutschlandfunks vom Einweihungsgottesdienst der Orgel am 30. November 2014 mit viel Orgelmusik (Memento vom 9. Dezember 2014 im Internet Archive)
- Die neue Eule-Orgel in der Trierer Konstantin Basilika bei einem Konzert für Chor und Bläser (youtube), Aufnahme vom Sonntage den 14. Dezember 2014 (3. Advent)

### Vorstellung der Eule-Orgel
KMD Martin Bambauer stellt die Eule-Orgel vor auf YouTube, abgerufen am 29. Januar 2021.
Koordinaten: 49° 45′ 12″ N, 6° 38′ 36″ O